# Jaromír Dědeček
Jaromír Dědeček (* 18. prosince 1958 Jičín) je český politik a podnikatel, od června 2024 poslanec Poslanecké sněmovny PČR, od roku 2020 zastupitel Královéhradeckého kraje (navíc od roku 2024 také radní kraje), člen hnutí ANO.

## Život
Studoval Vysokou školu chemicko-technologickou v Pardubicích a poté přešel na Vysokou školu ekonomickou v Praze. Získal titul inženýr.
S diplomem z vysoké školy nastoupil v roce 1982 jako obráběč kovů k soustruhu do JZD Sedmihorky, od soustruhu po dvou letech přešel na pozici ekonoma a postupně se vypracoval na vedoucího přidružené výroby. V Sedmihorkách působil až do roku 1990.
V roce 1990 se stal ředitelem firmy SECO, kterou založil společně s dvanácti kolegy. V roce 1996 firma vstoupila do Agrostroje Jičín.
Jaromír Dědeček žije v obci Markvartice na Jičínsku. V roce 1981 se oženil a s manželkou se jim narodil syn Tomáš. Po pěti letech se s manželkou rozvedl. Od roku 2004 žije s partnerkou Evou. Má dvě dcery – Lucii a Nicolu.

## Politické působení
V krajských volbách v roce 2020 kandidoval do Zastupitelstva Královéhradeckého kraje z pozice lídra kandidátky hnutí ANO. Mandát krajského zastupitele se mu podařilo získat.
Ve volbách do Poslanecké sněmovny PČR v roce 2021 kandidoval na 6. místě kandidátky hnutí ANO v Královéhradeckém kraji. Poslancem však zvolen nebyl. Skončil jako druhý náhradník. Po úmrtí bývalého poslance Pavla Plzáka se stal prvním náhradníkem. Na konci června 2024 se mandátu poslankyně vzdala jeho stranická kolegyně Klára Dostálová, protože byla zvolena poslankyní Evropského parlamentu. Dědeček se tak dne 28. června 2024 stal novým poslancem.
Ve volbách do Senátu PČR v roce 2022 kandidoval za hnutí ANO v obvodu č. 37 – Jičín. V prvním kole získal 13 198 hlasů (tj. 26,17 %), skončil druhý a společně se senátorem Tomášem Czerninem postoupil do druhého kola. V něm obdržel 12 391 hlasů (tj. 46,16 %), a senátorem se tak nestal.
V krajských volbách v roce 2024 obhájil jako člen hnutí ANO post zastupitele Královéhradeckého kraje. Na začátku listopadu 2024 se pak stal radním kraje pro oblast financí.
Ve volbách do Poslanecké sněmovny PČR v roce 2025 kandiduje z 5. místa kandidátní listiny hnutí ANO v Královehradeckém kraji.